# The Art of Chris Farlowe
| Recensione | Giudizio |
| ---------- | -------- |
| Allmusic   | [ 1 ]    |

The Art of Chris Farlowe è un album discografico del cantante britannico Chris Farlowe pubblicato dalla Immediate Records nel 1966.
Andrew Loog Oldham produsse le sedute di registrazione insieme a Mick Jagger dei Rolling Stones. L'album include quattro canzoni composte da Jagger e Keith Richards, tra le quali Out of Time, la cui versione di Farlowe nel luglio 1966 arrivò al primo posto in classifica in Gran Bretagna diventando il suo più grande successo in carriera.

## Tracce
Lato A
1. What Becomes of the Broken Hearted – 2:40 (James Dean, Paul Riser, William Weatherspoon)
2. We're Doing Fine – 2:38 (Horace Ott)
3. Life Is But Nothing – 4:06 (Andrew Rose, Dave Skinner)
4. Paint It, Black – 3:01 (Mick Jagger, Keith Richards)
5. Cuttin' In – 2:59 (Johnny Watson)
6. Open the Door to Your Heart – 2:34 (Darrell Banks)
7. Out of Time – 3:14 (Mick Jagger, Keith Richards)

Lato B
1. North South East West (Chris Farlowe)
2. You're So Good For Me – 2:15 (William Bell, Andrew Loog Oldham, Rose, Skinner)
3. It Was Easier to Hurt Her – 3:45 (Jerry Ragovoy, Bert Russell)
4. I'm Free – 2:23 (Mick Jagger, Keith Richards)
5. I've Been Loving You Too Long – 3:00 (Jerry Butler, Otis Redding)
6. Reach Out (I'll Be There) – 3:15 (Lamont Dozier, Eddie Holland)
7. Ride On, Baby – 2:55 (Mick Jagger, Keith Richards)

## Formazione
- Chris Farlowe - voce
- Albert Lee - chitarre, cori
- Ricky Chapman - basso, chitarra acustica, cori
- Pete Solley - organo Hammond, piano, pianoforte elettrico, cori
- Carl Palmer - batteria, percussioni
- Andy White - batteria, percussioni in Out of Time
- Mick Jagger - cori
- Jimmy Page - chitarra in Paint It Black[3]

Produzione
- Mick Jagger - produzione
- Andrew Loog Oldham - produzione
- Glyn Johns - ingegnere del suono
- Alan Florence - ingegnere del suono
- Arthur Greenslade - arrangiamento archi, direzione